# Borsa de Copenhaguen

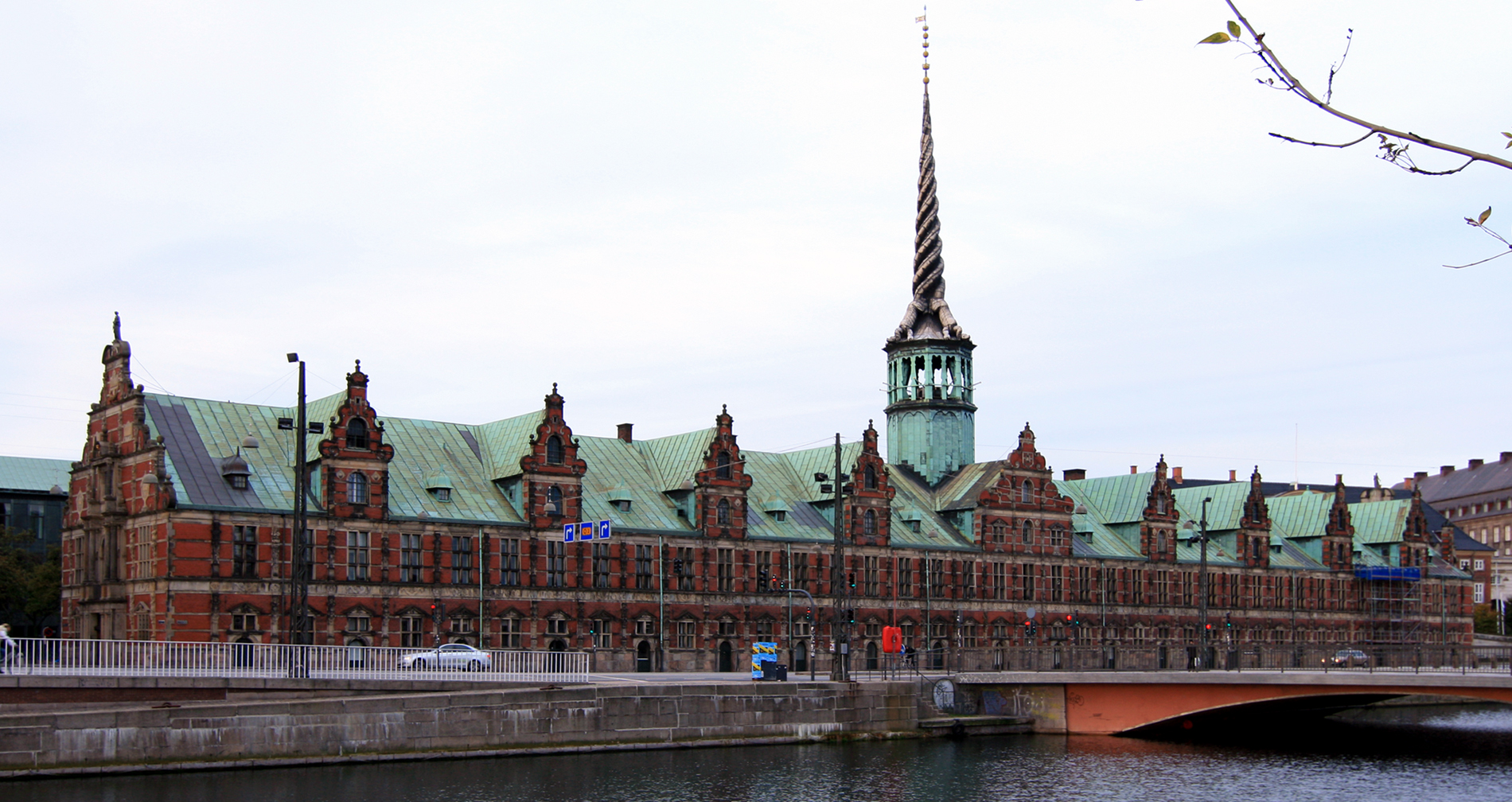
L'edifici Børsen va albergar la Borsa de valors de Copenhaguen fins al 1974

La Borsa de valors de Copenhaguen o CSE (danès: Københavns Fondsbørs), des del 2014 anomenada oficialment Nasdaq Copenhaguen, és un mercat internacional de valors mobiliaris danesos, incloent-hi participacions, obligacions, bons del tresor i opcions i futurs financers.
Nasdaq Copenhaguen és una de les borses del Nasdaq Nordic. Nasdaq Nordic va començar el 2003 amb la fusió d'OM AB i HEX plc per formar OMX i és, des de febrer de 2008, part de Nasdaq, Inc. (anteriorment conegut com a Grup NASDAQ OMX).